# Andréi Koroliov
Andréi Aleksándrovich Koroliov (en ruso: Андрей Александрович Королёв; 1944, Berna - 1999, Moscú) fue un filólogo soviético y ruso, doctor, erudito en estudios indoeuropeos y orientales. Sus principales obras versaron sobre las lenguas celtas, el hitita y otros idiomas de Asia Menor.
Nacido en familia diplomática, desde niño habló con fluidez el inglés y el alemán. Trabajó en el departamento de lenguas germánicas y celtas del Instituto de Lingüística (Academia de Ciencias de Rusia) e impartió clase en la Universidad Estatal de Humanidades de Rusia. Gracias a su gran aprendizaje y talento para los idiomas, se convirtió en uno de los primeros eruditos rusos en dos disciplinas particularmente difíciles de los estudios indoeuropeos, dedicándose al celta y las lenguas antiguas de Asia Menor. También era un experto en cuestiones más amplias de la lingüística y cultura indoeuropea. Sus libros más conocidos son "Drevneishie pamiatniki irlandskogo jazyka" (Древнейшие памятники ирландского языка, Los monumentos más antiguos de la lengua irlandesa) (Moscú, 1984, 2.ª ed. 2003), que contiene el corpus completo de las inscripciones de Ogham conocidas hasta entonces, así como  “Vvedenie v keltskuiu filologuiu” (Введение в кельтскую филологию, Introducción a la filología celta (en colaboración con Víktor Kalyguin)) (Moscú 1989; 2.ª ed. 2006).
Su modesta posición y el número limitado de publicaciones no representan el verdadero alcance de Koroliov, quien fue, en opinión de muchos académicos, uno de los mejores expertos en lingüística indoeuropea no solo en Rusia, sino también en el mundo. La realización de su brillante potencial se vio obstaculizada por las dificultades que tuvo en vida y su prematura muerte.

## Publicaciones
- Королёв А. А. История форм множественного числа имен существительных в ирландском языке. Автореф. дисс. … К.филол.н. М., Ин-т языкознания. 1973. 20 с.
- Королёв А. А. Хетто-лувийские языки // Языки Азии и Африки. Кн. 1. М., 1976.
- Королёв А. А. Новые данные о венетском языке // Славянское и балканское языкознание. Вып. 3. М., 1977
- Королёв А. А. Древнейшие памятники ирландского языка. М., Наука. 1984. 209 p. 850 экз. 2-е изд. М., УРСС. 2003.ISBN 5-354-00052-1
- Королёв А. А. . М., 1988. С. 119-138
- Калыгин В. П., Королев А. А. Введение в кельтскую филологию. М., Наука. 1989. 251 с. 900 экз. 2-е изд. М., КомКнига. 2006. 272 с.ISBN 5-484-00265-6
- Korolev AA . Textos hititas: nuevas lecturas, uniones y duplicados // Studia Linguarum 2 / Изд. А. Касьян, Ф. Минлос. М., 1999 [2000]. Pág. 281-290ISBN 5-7281-0026-0
- Kassian A., Korolev A., Sidel'tsev A. Ritual funerario hitita šalliš waštaiš . Münster, 2002ISBN 3-934628-16-8